# Mirjam Bouwman
Mirjam Bouwman (Heerde, 4 februari 1977) is een Nederlandse televisiepresentatrice.

## Biografie
Na het behalen van de HAVO en haar propedeuse Sociaal Pedagogische Hulpverlening ging ze studeren aan de Dans- en Musicalacademie Lucia Marthas in Amsterdam. Ze werkte aan diverse tv-shows en -series mee als danseres of actrice en speelde een rol in de Joop van den Ende musical Oliver. Hierna volgde de presentatie van belspelletjes op Yorin. In de tussentijd volgde Bouwman een studie theologie aan de Hogeschool Windesheim en na haar verdieping in het christelijk geloof stopte ze met Call TV.
Bouwman ging vervolgens aan het werk bij de Evangelische Omroep (EO). In 2003 presenteerde ze samen met Regina Romeijn het tv-programma Zij gelooft, zij niet. Daarna volgde de presentatie van de tv-programma's De tijd van je leven, Nederland Zingt, Door de Wereld (met Andries Knevel), De Verandering, Geloof en een Hoop Liefde en Upside Down. 
Vanaf januari 2013 tot en met december 2017 was Bouwman een van de presentatoren van Geloof en een Hoop Liefde (aanvankelijk Geloven op 2), een doordeweeks tv-programma waarin diverse plaatsen in Nederland werden afgestreken.
Mirjam Bouwman is ook zangeres van de gospelband SEVEN.

## Persoonlijk
Bouwman is getrouwd en heeft een dochter.